# NGC 3437
NGC 3437 est une galaxie spirale située dans la constellation du Lion. NGC 3437 a été découverte par l'astronome germano-britannique William Herschel en 1784.

## Caractéristiques
La classe de luminosité de NGC 3437 est III et elle présente une large raie HI. Elle renferme également des régions d'hydrogène ionisé. De plus, c'est une galaxie du champ, c'est-à-dire qu'elle n'appartient pas à un amas ou un groupe et qu'elle est donc gravitationnellement isolée.

### Distance
Sa vitesse par rapport au fond diffus cosmologique est de 1 597 ± 23 km/s, ce qui correspond à une distance de Hubble de 23,6 ± 1,7 Mpc (∼77 millions d'al).
À ce jour, 17 mesures non basées sur le décalage vers le rouge (redshift) donnent une distance de 24,259 ± 2,704 Mpc (∼79,1 millions d'al), ce qui est à l'intérieur des valeurs de la distance de Hubble.

### Luminosité dans l'infrarouge
La luminosité de la galaxie NGC 3437 dans l'infrarouge lointain (de 40 à 400 µm)  est égale à 1,35 × 1010 {\displaystyle L_{\odot }} (1010,13{\displaystyle L_{\odot }}) et sa luminosité totale dans l'infrarouge (de 8 à 1 000 µm) est de 1,82 × 1010 {\displaystyle L_{\odot }} (1010,26{\displaystyle L_{\odot }}).

## Supernova
La supernova SN 2004bm a été découverte dans NGC 3437 le 25 avril 2004 dans le cadre du programme LOSS (Lick Observatory Supernova Search) de l'observatoire Lick. Cette supernova était de type Ic.